# Ljubomir Popovic
Ljubomir Popovic (* 31. Juli 2004) ist ein österreichischer Fußballspieler.

## Karriere
Popovic begann seine Karriere beim FC Wolfurt. Im Jänner 2020 wechselte er in die Jugend des FC Dornbirn 1913. Zur Saison 2021/22 rückte er in den Kader der Amateure der Dornbirner. In jener Saison absolvierte er 20 Spiele in der fünftklassigen Landesliga für Dornbirn II. Zur Saison 2022/23 rückte er in den Profikader des Zweitligisten.
Sein Debüt in der 2. Liga gab er dann im März 2023, als er am 19. Spieltag jener Saison gegen den SK Sturm Graz II in der Startelf stand. Insgesamt kam er zu 22 Zweitligaeinsätzen für Dornbirn, ehe dem Verein nach der Saison 2023/24 die Zulassung entzogen wurde.
Im Sommer 2024 wechselte er dann in die USA an das Tyler Junior College.